# 洞子崖站
洞子崖站是位于陕西省澄城县洞子崖村的一个铁路车站，邮政编码715211。车站建于1986年，有西延铁路经过该站，现仅办理货运业务，不办理客运业务，车站及其上下行区间均已电气化。车站距离新丰镇站124公里，隶属西安铁路局，是四等站。